# Heart of Glass
"Heart of Glass" é uma canção da banda Blondie escrita pela vocalista Deborah Harry e pelo guitarrista Chris Stein. É um dos destaques do terceiro álbum de estúdio da banda, Parallel Lines, sendo lançada como single em janeiro de 1979 e liderou as paradas em vários países. Foi a 50ª música mais tocada nas rádios brasileiras em 1979.
A revista Rolling Stone a classificou com a 255ª posição em sua lista das 500 maiores canções de todos os tempos.